# 卡瓦泳龙属
卡瓦泳龙（属名：Kawanectes，意为“卡瓦斯的游泳者”）是薄板龙科蛇颈龙的一个属，栖息于晚白垩世巴塔哥尼亚的边缘海洋（可能是河口湾）环境中。该属仅含一个物种：海洋卡瓦泳龙（K. lafquenianum），由奥戈曼于2016年描述。